# Helena Hauff
Helena Hauff est une productrice et DJ allemande de musique électronique. Elle est connue pour ses « morceaux techno et electro dépouillés » qui sont enregistrés avec un équipement strictement analogique et qui s'inspirent de l'acid house, de l'EBM et de la musique industrielle.

## Biographie
Hauff, qui a étudié les beaux-arts, la physique et la science systématique de la musique, a travaillé auparavant comme DJ au Golden Pudel Club de Hambourg, où elle animait une soirée intitulée Birds and Other Instruments. Elle sort son premier disque, Actio Reactio EP, en 2013. Après une série de sorties sur différents labels, dont le label Hypnobeat de James Dean Brown, elle sort son premier album studio, Discreet Desires, chez Werkdiscs records en 2015. L'album figure en 19e position sur la liste des « 20 meilleurs albums EDM et électroniques de 2015 » dressée par Rolling Stone.
En décembre 2017, elle devient la première femme DJ à être nommée Essential Mix of the Year par BBC Radio 1. Elle dirige son propre label appelé Return to Disorder.

## Événements
Helena Hauff se produit au Movement Festival 2018 à Détroit du 26 au 28 mai, aux côtés d'autres artistes et groupes tels que Diplo, Dubfire, Modeselektor, et bien d'autres. Parallèlement au Movement, Hauff se produit également à l'AVA Festival 2018 à Belfast, accompagnée d'autres artistes Hunee, Midland, et bien d'autres.
Helena Hauff se produite également au Dekmantel Festival 2018 organisé à Amsterdam, du 1er au 5 août. Parmi Hauff, il y avait d'autres artistes bien connus tels que Four Tet, Tangerine Dream, et Thundercat.

## Discographie

### Albums studio
- 2015 : Discreet Desires
- 2018 : Qualm

### EP
- 2013 : Actio Reactio
- 2014 :  Return to Disorder
- 2014 : Helena Hauff Meets Andreas Gehm (avec Andreas Gehm)
- 2014 : Shatter Cone
- 2014 : Lex Tertia
- 2017 : Have You Been There, Have You Seen It
- 2019 : Living with Ants
- 2024 : Multiply your absurdities

### Singles
- 2019 : Sworn to Secrecy Part II
- 2019 : L'Homme mort

### Autres
- 2015 : A Tape
- 2015 : Flächenbrand Mix (DJ mix)
- 2021 : The Exaltics & Helena Hauff – Futuros EP